# Tomyris

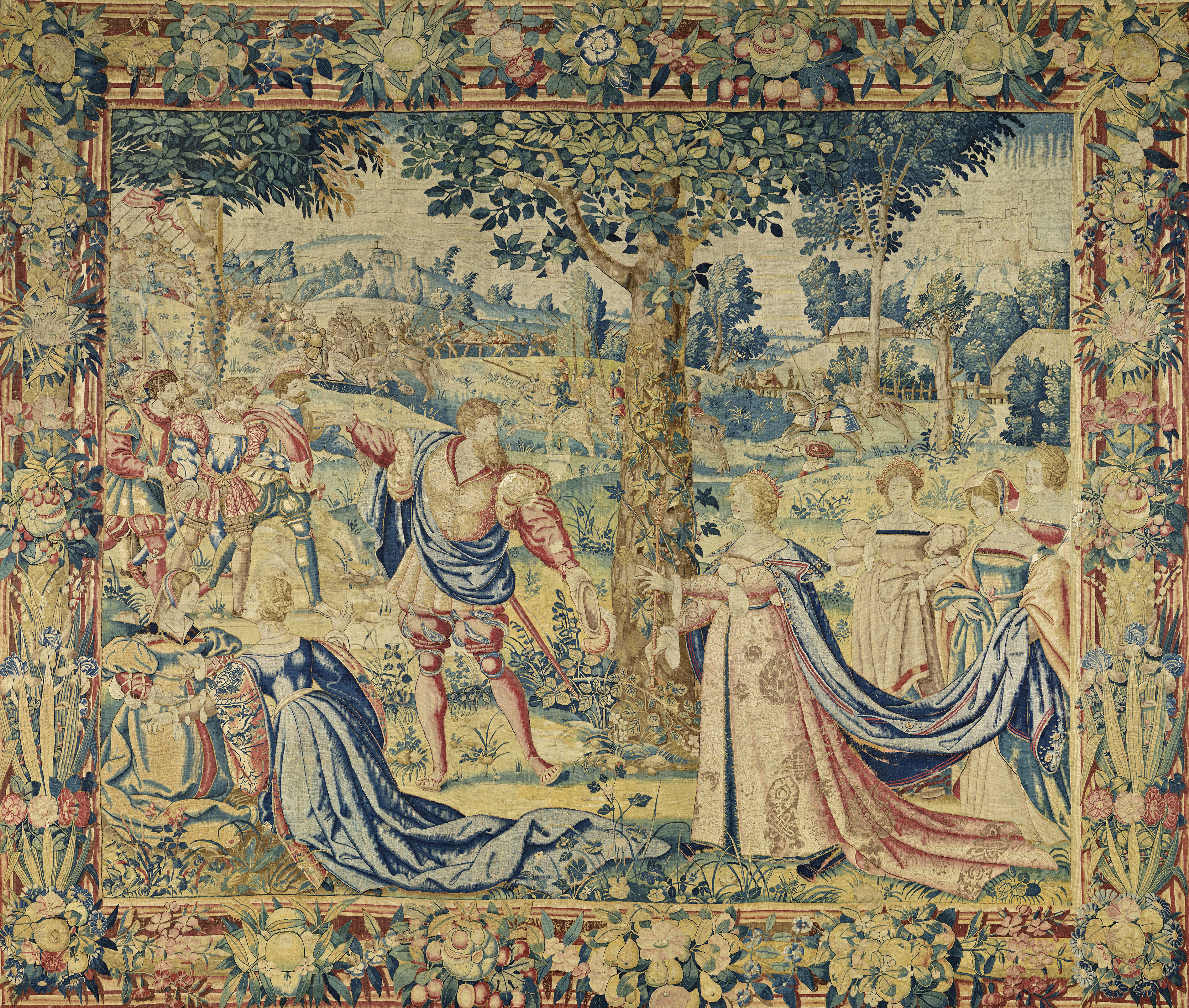
Královna Tomyris se dovídá o zajetí a sebevraždě svého syna Spargapise, tapisérie, Jan Moy (1535–1550).

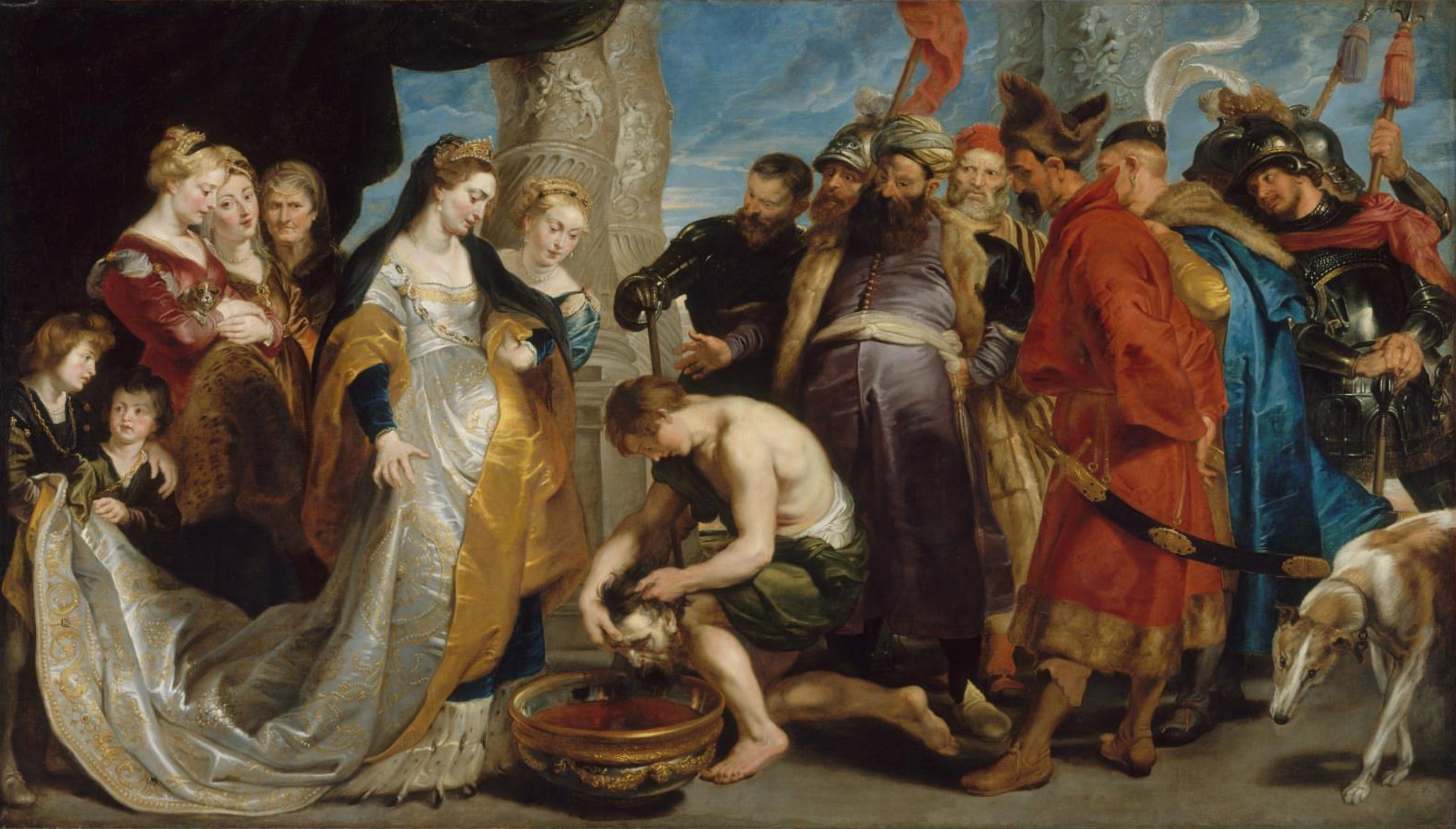
Tomyris potápí hlavu mrtvého Kýra do nádoby s krví, Rubens

Tomyris (/ t ɒ m ɪr ɪ s /; z východního Íránu: Tahmirih „Statečná“ nazývaná také Thomyris, Tomris, Tomiris, Tomiride nebo královna Tomiri, vládla starověkému východoíránskému kočovnému kmenovému svazu Massagetů, který obýval stepi střední Asie, severovýchodně od Kaspického moře v dnešním Turkmenistánu, západním Uzbekistánu a jižním Kazachstánu, zhruba v oblasti Aralského jezera a na severovýchodní hranici Perské říše. Massagetové patřili mezi širší skytské kultury a jsou řazeni k íránské jazykové skupině, jejich příbuzní a sousedi byli patrně Skytové. Tomyris převzala vládu nad svou zemí v neurčeném roce, jako vdova po králi neznámého jména. Vedla svou armádu k obraně proti útoku Kýra Velikého z achajmenovské říše a podle Herodota a mnoha dalších řeckých historiků se traduje, že během svého vedení války v roce 530 před naším letopočtem „porazila a zabila“ Kýra Velikého, zakladatele achajmenovské říše, a pokusila se o dobytí jeho země. Hérodotos, který žil přibližně od roku 484 do roku 425 př. n. l., o této válce napsal téměř o sto let později. Je jedním z nejstarších klasických spisovatelů, kteří podali zprávu o této válce, psali o ní také Strabón, Polyaenus, Cassiodorus a Jordanes v De origine actibusque Getarum („Původ a skutky Gótů / Getae“), i podle těchto historiků Tomyris armádu Kýra v roce 530 př. n. l. porazila a jeho samého dala zabít.

## Historie
Jména Tomyris a jejího syna Spargapise, který stál v čele její armády, jsou íránského původu. Protože historici, kteří o ní poprvé psali, byli Řekové, používá se nejčastěji helénská podoba jejího jména. Kýros Veliký a Krésus nabídli Massagetům mírovou smlouvu, jež by byla stvrzena sňatkem Kýra s massagetskou královnou vdovou Tomyris. Kýros se snažil zajistit na severní hranici perské říše mír a klid. Tomyris nabídku odmítla a poslal Kýrovi dopis varující ho před útokem.
Podle řeckých historiků v prvním útoku na vojsko Massagetů zvítězil Kýros. Massagetové i přes porážku Kýra stále pronásledovali, proto mu jeho rádci navrhli nastražit Massagetům past: Peršané uspořádali hostinu na oslavu vítězství a za sebou nechali zjevně opuštěný tábor s bohatou zásobou vína. Kočovníci nebyli zvyklí pít víno. Jejich oblíbenými opojnými látkami byly hašiš a kumys – nápoj z kvašeného kobylího mléka. Alkoholem, který v táboře zanechali Peršané, se kočovníci opili do němoty. Peršané znovu zaútočili, boje neschopné Massagety porazili a syna královny Tomyris Spargapise, generála její armády, zajali. Celá jedna třetina bojovníků Massagetů byla zajata či zabita. Podle Hérodota Spargapis přiměl Kýra, aby ho zbavil pout. Kýros ho tedy osvobodil a udělil mu milost. Spargapises, ponížený a zdrcený vlastní chybou, pro kterou ztratil své vojsko, spáchal sebevraždu.
Tomyris poslala Kýrovi zprávu, v níž odsuzovala jeho zradu, a vyzvala ho k druhé bitvě. V následném boji Massagetové zvítězili a Peršané utrpěli velké ztráty. Podle Hérodota byl Kýros zabit a Tomyris dala ještě stít hlavu jeho mrtvole a poté mrtvé tělo ukřižovat. Jeho uťatou hlavu ponořila do nádoby s lidskou krví a nad ní údajně prohlásila: „Varovala jsem vás, že vaši žízeň po krvi uhasím, a svůj slib dodržuji." Xenofón oproti tomu tvrdí, že Kýros zemřel pokojně ve své posteli.. Řada dalších zdrojů uvádí různé příčiny Kýrovy smrti.

## Odraz v kultuře

### Písemnictví
- Francouzský básník Eustache Deschamps z konce 14. století v básni Nine Worthies opěvuje Tomyris jako jednu z devíti statečných a pozoruhodných žen.
- William Shakespeare do dramatu Král Jindřich VI. (Část I) vložil monolog hraběnky z Auvergne při čekání na příchod lorda Talbota:(II. dějství):

The plot is laid: if all things fall out right,
I shall as famous be by this exploit
As Scythian Tomyris by Cyrus' death.

Shakespearův odkaz na Tomyris jako „královnu Skytů“ namísto obvyklého řeckého označení „Královna Massagetů“ ukazuje na dva možné zdroje, buď na dílo Marcuse Iunianuse Iustinuse „Gnaeus Pompeius Trogus“ nebo na překlad Arthura Goldinga z roku 1564. Historie královny Tomyris se stala součástí tradice západního umění:Rubens, Francesco Allegrini da Gubbio, Luca Ferrari,
Tomyris se stala jednou z postav „Power of Women“, německy Weibermacht, tedy Ženská vláda, středověkého a renesančního uměleckého a literárního toposu, zobrazujícího „hrdinské nebo moudré muže ovládané ženami“.
- Toʻmarisning Koʻzlari (Oči Tomyris) je kniha básní a příběhů uzbeckého autora Xurshida Davrona z roku 1984.
- Toʻmarisning Aytgani (The Sayings of Tomyris) je kniha poezie z roku 1996 od uzbecké básnířky Halimy Xudoyberdiyevy.
- Pierre Corneille: drama Královna Tomyris
- Julius Zeyer napsal drama o královně Tomyris jako svou prvotinu v 8 letech, text se nedochoval.

### Výtvarné umění

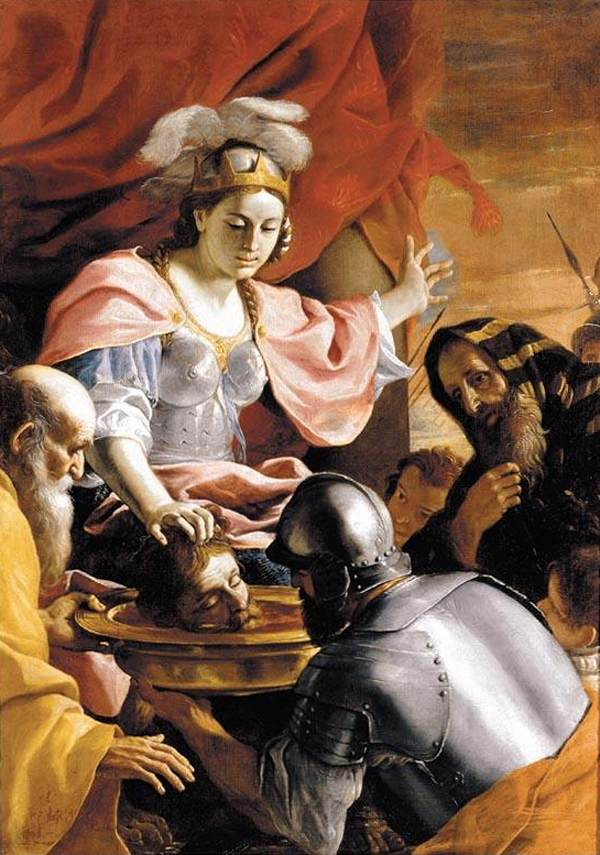
Královna Tomyris s hlavou Kýra, Mattia Preti, 1670-1672

- K nejstarším samostatným vyobrazením královny Tomyris patří raně renesanční malba na dřevě Andrey del Castagno z cyklu starověkých králů a hrdinů, kolem roku 1450, nyní v galerii Uffizzi ve Florencii, (obrázek v infoboxu).
- Královna Tomyris se dovídá o zajetí a sebevraždě svého syna Spargapise , tapisérie, Jan Moy (1535–1550)
- Mattia Preti, Gustave Moreau a sochař Severo Calzetta da Ravenna[18] zobrazovali život královnu Tahm-Rayiš a její vítězství nad Kýrem.
- (Peter Paul Rubens: Královna Tomyris dává utnout hlavu perského krále Kýra a ponořit ji do nádoby s krví, olejomalba z let 1622-1623, stala se námětem cyklů starověkých hrdinů v malbě, grafice i na tapisériích od renesance po baroko
- Hry slavných královen je barokní soubor mědirytin florentského grafika [Stefana della Bella z roku 1644, v němž 4 orientální hrdinky Dido, Tomyris, Semiramis a Zenobie jsou označeny pozitivně, ale jejich evropské protějšky mají vesměs negativní hodnocení. Pravděpodobně sloužily jako hrací nebo vykládací karty.

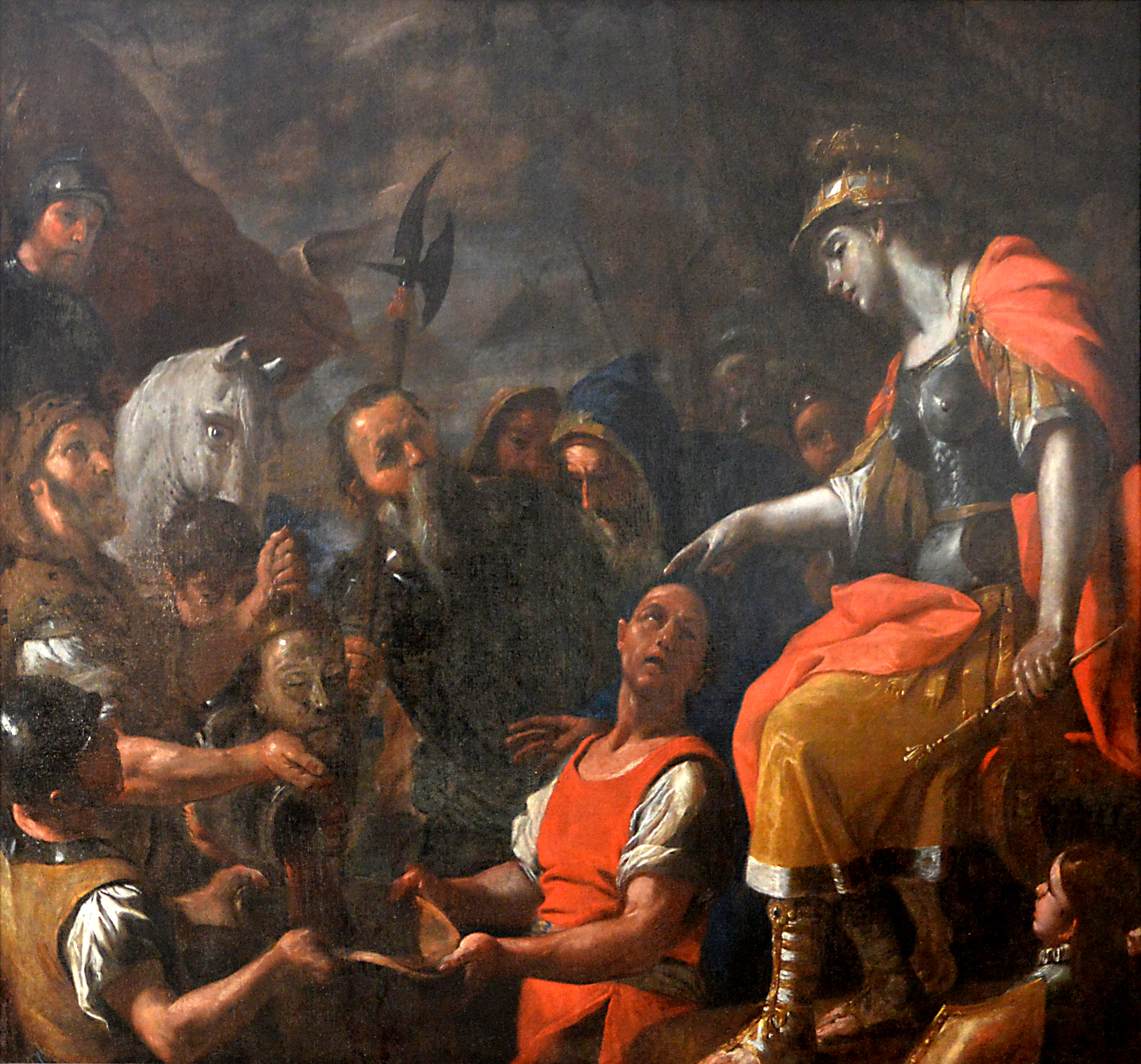
Královna Tomyris s hlavou Kýra, Mattia Preti.

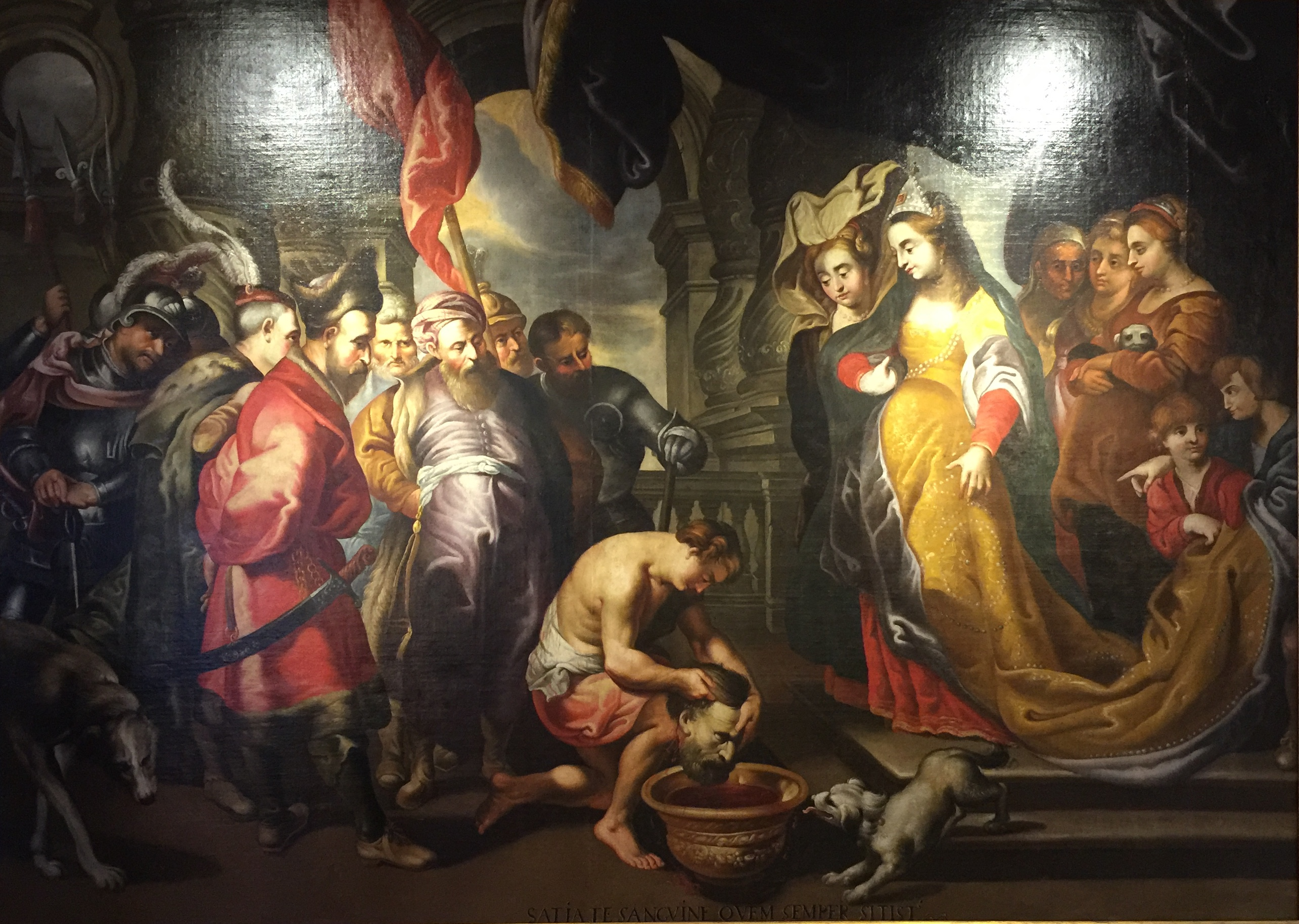
Tomyris s hlavou Kýra, anonymní kopie podle Rubense

### Hudba
- Opera Tomyris, královna Skytů byla v roce 1707 poprvé uvedena v Londýně.[19][20]
- Heavy metalová kapela A Sound of Thunder z Washingtonu DC vydala na svém šestém celovečerním albu It Was Metal vydaném v roce 2018 píseň s názvem „Tomyris“ vycházející z historické postavy.[21]

### Film
- film Томирис (Tomyris nazvaný také Legenda o královně Tomiris) kazašského filmového studia „Kazakhfilm“ z roku 2019. Délka filmu je 155 min, režie Akan Satajev (Акан Сатаев).[22][23][24]

- Tomyris vede skytskou civilizaci ve videohře Civilization VI 4X z roku 2016 vyvinuté společností Firaxis Games.[25][26]

### Názvy Tomyris
- V zoologické taxonomii označuje druhovou skupinu středoamerických můr Tomyris a rod motýlů Tamyris.[27]
- Jedna z planetek dostala jméno 590 Tomyris.